# Rettenmeyeria parvipes
Rettenmeyeria parvipes är en mångfotingart som beskrevs av Loomis 1959. Rettenmeyeria parvipes ingår i släktet Rettenmeyeria och familjen Stylodesmidae. Inga underarter finns listade i Catalogue of Life.